# Blepisanis seminigripennis
Blepisanis seminigripennis là một loài bọ cánh cứng trong họ Cerambycidae.